# The Undisputed Truth
Albums de Brother Ali
Champion EP
(2004) The Truth Is Here
(2009)
Singles
1. Truth Is
Sortie : 5 janvier 2007
2. Uncle Sam Goddamn
Sortie : 4 mai 2007

The Undisputed Truth est le troisième album studio de Brother Ali, sorti le 10 avril 2007.
L'album s'est classé 6e au Top Independent Albums et 48e au Top R&B/Hip-Hop Albums.

## Liste des titres
| No  | Titre                      | Contient un (des) sample(s) de                                                                        | Durée |
| --- | -------------------------- | --- | ----- |
| 1.  | Whatcha Got                | B-Movie de Gil Scott-Heron                                                                            | 4:33  |
| 2.  | Lookin' at Me Sideways     | Love and Happiness de The Undisputed Truth Bring the Noise de Public Enemy                            | 4:05  |
| 3.  | Truth Is                   | Truths & Rights de Johnny Osbourne                                                                    | 4:20  |
| 4.  | The Puzzle                 | | 3:24  |
| 5.  | Pedigree                   | My Philosophy des Boogie Down Productions Go Stetsa I de Stetsasonic                                  | 3:36  |
| 6.  | Daylight                   | Hip-Notic Lady de Future Flight                                                                       | 4:01  |
| 7.  | Freedom Ain't Free         | Baltimore de Nina Simone                                                                              | 3:36  |
| 8.  | Letter from the Government | All the Way Lover de Latimore Black Steel in the Hour of Chaos de Public Enemy                        | 4:02  |
| 9.  | Here                       | Just a Thought de Michael Andrews                                                                     | 4:00  |
| 10. | Listen Up                  | | 5:03  |
| 11. | Take Me Home               | Touch Your Woman de Margie Joseph                                                                     | 5:01  |
| 12. | Uncle Sam Goddamn          | River's Invitation de Freddie Robinson Mississippi Goddam de Nina Simone Satisfied de Barbara & Ernie | 4:57  |
| 13. | Walking Away               | | 3:58  |
| 14. | Faheem                     | | 2:49  |
| 15. | Ear to Ear                 | I'm on Fire de Champaign                                                                              | 3:47  |